# البرية (الصومعة)

تعديل مصدري - تعديل

البرية هي إحدى قرى عزلة الصومعة بمديرية الصومعة التابعة لمحافظة البيضاء، بلغ تعداد سكانها 103 نسمة حسب تعداد اليمن لعام 2004.